# Томопоро
Томопоро (Tomoporo) — група великих нафтових родовищ у Венесуелі в районі озера Маракайбо в західному штаті Суліа.

## Історія
Відкриті на початку XXI ст.

## Характеристика
Запаси родовищ оцінено в понад 500 млн барелів високоякісної нафти-сирцю. Родовища розробляє найбільша в Латинській Америці нафтогазова монополія «Петролеос де Венесуела». У 2002 р. видобуток нафти тут становив бл. 120 тис. бар. на добу.